# Dresslerella portillae
Dresslerella portillae är en orkidéart som beskrevs av Carlyle August Luer och Alexander Charles Hirtz. Dresslerella portillae ingår i släktet Dresslerella och familjen orkidéer.
Artens utbredningsområde är Ecuador. Inga underarter finns listade i Catalogue of Life.